# Lake Midway Provincial Park
Lake Midway Provincial Park är en park i Kanada.   Den ligger i provinsen Nova Scotia, i den sydöstra delen av landet, 800 km öster om huvudstaden Ottawa. Lake Midway Provincial Park ligger 63 meter över havet.
Terrängen runt Lake Midway Provincial Park är platt. Runt Lake Midway Provincial Park är det mycket glesbefolkat, med 4 invånare per kvadratkilometer.. 